# Дипломатически мисии на Лихтенщайн
Заради малкото си население Лихтенщайн има само няколко посолства в Европа и 1 в Северна Америка.
Това е списък на посолствата и консулствата на Лихтенщайн по целия свят.

## Европа
- Австрия
  - Виена (посолство)
- Белгия
  - Брюксел (посолство)
- Ватикан
  - Ватикан (посолство)
- Германия
  - Берлин (посолство)
- Швейцария
  - Берн (посолство)

## Северна Америка
- САЩ
  - Вашингтон (посолство)

## Междудържавни организации
- - Брюксел - ЕС
  - Женева - ООН
  - Ню Йорк - ООН
  - Страсбург - Съвет на Европа